# Terence Tao
Terence Chi-Shen Tao (en chino tradicional, 陶哲軒; pinyin, Táo Zhéxuān) (Adelaida, 17 de julio de 1975) es un matemático australiano y profesor en la Universidad de Californa (UCLA) que trabaja principalmente en análisis armónico, ecuaciones en derivadas parciales, combinatoria, detección comprimida, teoría analítica de números y teoría de representación. Fue un niño prodigio y desde los 24 años trabaja como profesor titular de matemáticas en la UCLA. Recibió la Medalla Fields en agosto de 2006, y un mes después obtuvo una Beca MacArthur.

## Biografía

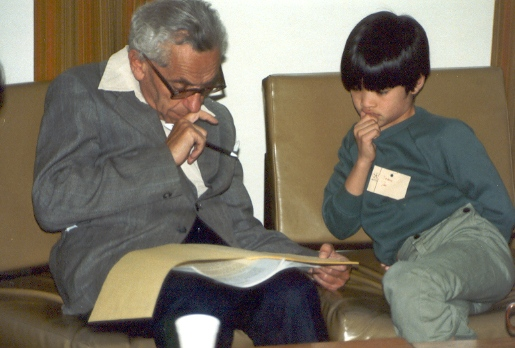
Terence Tao a la edad de 10 años, con Paul Erdös en 1985.

Tao nació el 17 de julio de 1975 en Adelaida, Australia Meridional, Australia. Sus padres son de etnia han. Ambos son inmigrantes chinos de primera generación en Australia, provenientes de Hong Kong. Su padre, Tao Xiangguo (陶象國; Romanización Yale: tòuh jeuhng gwok; Pinyin: Táo XiangGuo), es pediatra y su madre, que posee un BSc por la Universidad de Hong Kong, ejerció como profesora de secundaria de matemáticas en Hong Kong.
Su padre ha afirmado ante la prensa que Tao, con solo dos años de edad y durante una reunión familiar, estuvo enseñando matemáticas e inglés a un niño de cinco años. Al preguntarle su padre cómo era que conocía los números y las letras, dijo que los había aprendido en Barrio / Plaza Sésamo. Además de inglés, Tao habla cantonés aunque no sabe escribir en chino.
Actualmente vive con su esposa y su hijo en Los Ángeles, California. Tao tiene dos hermanos, uno de los cuales, Trevor, es uno de los diez mejores jugadores de ajedrez de Australia, donde reside.

## Niño prodigio
Tao exhibió habilidades extraordinarias para las matemáticas a una temprana edad. Ya asistía a asignaturas de matemáticas de nivel universitario a la edad de nueve años. Es uno de los dos únicos niños en la historia del programa de Estudio del Talento Excepcional de Johns Hopkins que ha obtenido una puntuación de 700 o superior en la sección de matemáticas del SAT cuando solo contaba con 8 años de edad (puntuó 760). En 1986, 1987 y 1988, fue el participante más joven de la historia en la Olimpiada Internacional de Matemática, compitiendo primero con diez años de edad y ganando una medalla de bronce, plata y oro respectivamente. Con 14 años, Tao empezó a asistir al Research Science Institute del MIT. A los 17 años recibió su graduación bachelor y master de la Universidad Flinders con Garth Gaudry. En 1992 obtuvo una Beca Fulbright para cursar estudios de posgrado en Estados Unidos. Entre 1992 y 1996, Tao fue estudiante de grado superior en la Universidad de Princeton bajo la dirección de Elias Stein, recibiendo su PhD a la edad de 20 años. Ese mismo año entró en la UCLA.

## Investigación y premios
Recibió el Premio Salem en 2000, el Premio Bôcher en 2002 y el Clay Research Award en 2003 por sus contribuciones al análisis, incluyendo su trabajo sobre la conjetura de Kakeya y sobre los mapas de ondas. En 2005 recibió el premio Levi L. Conant de la American Mathematical Society junto con Allen Knutson y en 2006 recibió el premio SASTRA Ramanujan.
En 2004, Ben Green y Tao publicaron un borrador que demostraba lo que hoy se conoce como teorema de Green-Tao. Este teorema afirma que existen infinitas progresiones aritméticas de números primos arbitrariamente largas. El New York Times lo describió de esta manera: 

En 2004, el Dr. Tao, junto con Ben Green, un matemático de la Universidad de Cambridge, Inglaterra, han resuelto un problema relacionado con la conjetura de los números primos gemelos fijándose en las progresiones (series de números con igual separación) de números primos. (Por ejemplo, 3, 7, y 11 constituyen una progresión de números primos con una separación de 4; el siguiente número en la secuencia, 15, no es primo). El Dr. Tao y el Dr. Green demostraron que siempre es posible hallar, en algún lugar de la infinitud de los números enteros, una progresión de números primos de cualquier longitud con separación igual.

 Por esto y otros trabajos, recibió la Australian Mathematical Society Medal.
En 2006, en la vigésimo quinta edición del Congreso Internacional de Matemáticos, en Madrid, se convirtió en uno de los más jóvenes en recibir la Medalla Fields; es también el primer australiano y el primer miembro de la UCLA en haberla recibido. Un artículo de New Scientist escribe lo siguiente sobre su capacidad:

Es tal la reputación de Tao que los matemáticos compiten ahora para llamar su atención sobre sus problemas, y se está convirtiendo en una especie de Señor Arreglalotodo para investigadores frustrados. “Si estás atascado con un problema, una manera de solucionarlo es interesar a Terence Tao”, dice Fefferman.

Tao fue finalista en la elección del Australiano del Año en 2007 y en 2020 consiguió, junto a Emmanuel Candès, Ingrid Daubechies e Yves Meyer, el Premio Princesa de Asturias de Investigación Científica y Técnica por «haber realizado contribuciones pioneras y trascendentales a las teorías y técnicas modernas del procesamiento matemático de datos y señales».
En 2012 fue galardonado con el Premio Crafoord junto a Jean Bourgain.
En septiembre de 2019 publica en arXiv un resultado significativo que supone un avance en la resolución de la conjetura de Collatz.